# Begraafplaats Rhijnhof

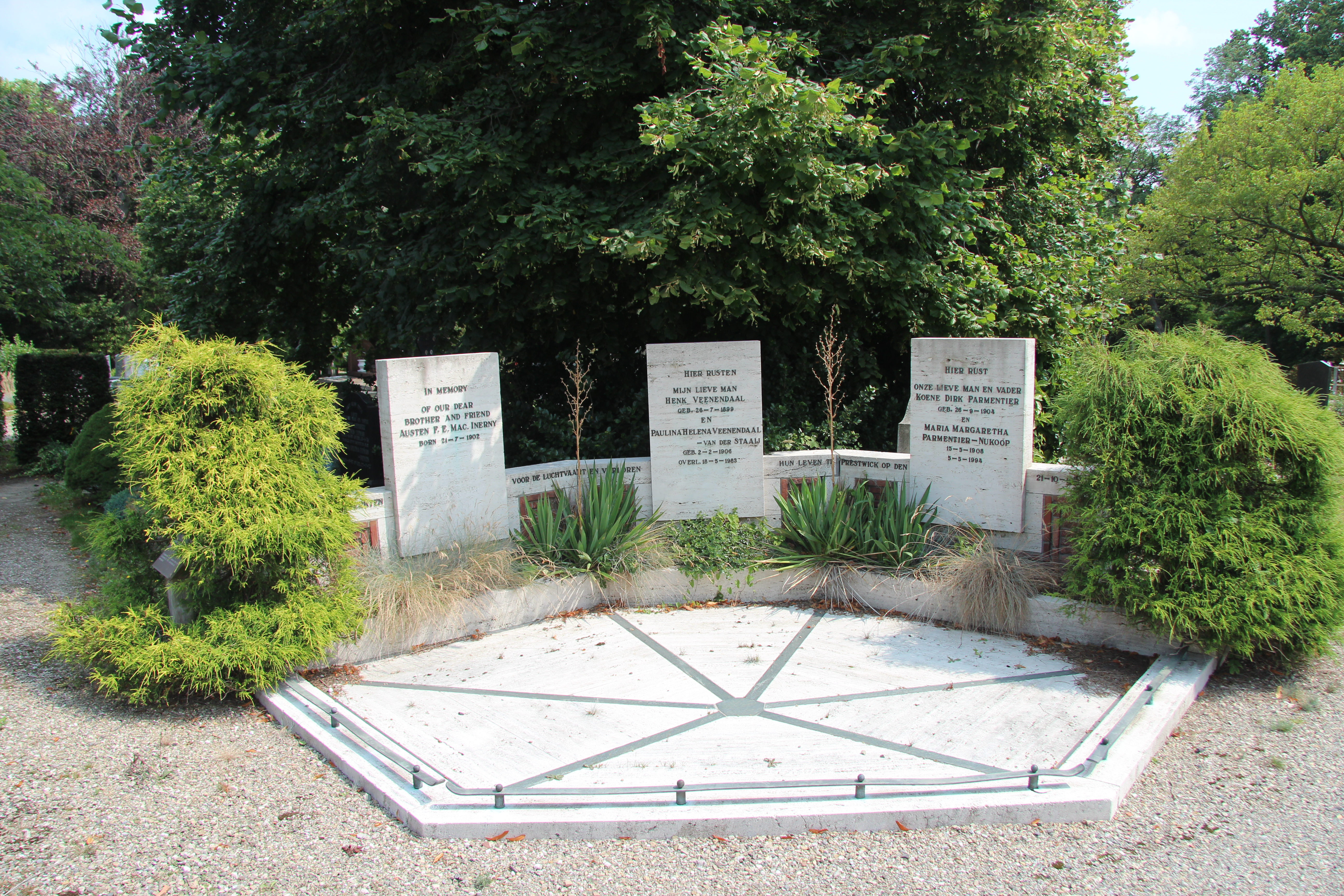
Monument Lockheed Constellation L-049, PH-TEN, "Nijmegen"

Begraafplaats Rhijnhof is een begraafplaats in de Nederlandse stad Leiden, die in 1910 in gebruik is genomen. Tot 1966 maakte zij deel uit van de gemeente Oegstgeest.

## Geschiedenis
In de 17e eeuw stond hier aan de Rijn, vlak bij het Haagsche Schouw, een steenbakkerij met enkele arbeidershuisjes. Nicolaas van Campen kocht het terrein in 1679 en maakte er een buitenplaats van, genaamd Dubbelhof. Een van de volgende eigenaren, Willem Mylius, arts te Leiden, besloot in 1730 tot nieuwbouw van wat toen de buitenplaats Rhijnhof ging heten. In 1775 zorgde de toenmalige eigenaar Hendrik Sandijk, een koopman uit Amsterdam, voor de verbouwing die het huis het huidige neoclassicistische uiterlijk (Lodewijk XVI-stijl) gaf. Het ontwerp was afkomstig van de Amsterdamse stadsarchitect Johan Samuel Creutz, nadat mogelijk al eerder ook een voorganger, Cornelis Rauws, bij de plannen betrokken was geweest.
De buitenplaats wisselde regelmatig van eigenaar en was vanaf 1871 in handen van de familie Cock, die hier alleen 's zomers woonde ('s winters in het Huis van Leyden aan het Rapenburg), totdat Rhijnhof op 18 december 1908 werd verkocht aan de Hervormde Gemeente van Leiden. Na enige aanpassingen, waaronder de ophoging van het oudste deel van de huidige begraafplaats en de verbouwing van het herenhuis tot ontvangstruimte en aula, werd de begraafplaats op 24 mei 1910 in gebruik genomen. In 1956 werd naast het herenhuis een nieuwe aula aangebouwd, toen die in de voormalige koepelzaal te klein werd. In 1991 werd de hoofdingang verplaatst van de Rhijnhofweg naar de Haagsche Schouwweg ter gelegenheid van de ingebruikname van de nieuwe aula in combinatie met het nieuwe crematorium van de Stichting Crematorium Leiden. Het herenhuis, het koetshuis, de orangerie en het tuinmanshuis zijn vervolgens door de Hervormde Gemeente verkocht aan particulieren.

## Markante personen
Op de begraafplaats liggen verschillende markante personen, onder wie A.G. Bosman, Floris Adriaan van Braam Houckgeest, Cees Goekoop, Cees Laseur, B. F. Krantz, Nicolaas van Wijk, Paul Marijnis, Koene Dirk Parmentier, J.M.W. Scheltema, Margarethe von Uexküll Guldenbandt en Frans de Wit.

## Monument Lockheed Constellation L-049, PH-TEN, "Nijmegen"
Op de begraafplaats bevindt zich een monument ter nagedachtenis aan de slachtoffers van de ramp met de KLM Lockheed Constellation L-049, PH-TEN, "Nijmegen", die op weg naar New York op 21 oktober 1948 neerstortte vlak bij het vliegveld van Prestwick in het westen van Schotland. (Zie:Crash van de Nijmegen)